# 伊哈斯·卡尔曼
伊哈斯·卡尔曼（匈牙利語：Ihász Kálmán，1941年3月6日—2019年1月31日），匈牙利男子足球运动员，司职后卫。他曾代表匈牙利参加1964年夏季奥林匹克运动会足球比赛，获得一枚金牌。